# Locomotiva Thomas și prietenii săi - Eroul Șinelor
Locomotiva Thomas și prietenii săi este o serie de televiziune bazată pe Seria Căilor Ferate scrisă de Wilbert Awdry, în care ne este prezentată viața unui grup de locomotive și vehicule cu trăsături umane, ce trăiesc pe Insula Sodor.
Acest articol se referă la al treile episod-film al serialului, Eroul Căilor Ferate! (titlu original: Hero of The Rails). A fost produs în anul 2009 de HIT Entertainment, este precedat de Sezonul 12, și urmat de Sezonul 13. Acest episod-film a adus o mulțime de schimbări majore asupra serialului de televiziune.In acest film, Thomas găsește în pădure o locomotiva japoneza veche,Hiro, iar el și amicii lui o repara pe ascuns. Când isi da seama, Spencer va face tot posibilul ca să-l trimită la topitorie. Hiro va fi reparat, și trimis înapoi în tara sa natala, Japonia.

## Descriere
În acest film le vedem pe toate locomotivele lucrând împreună ca să-l ajute pe Hiro, o locomotivă japoneză abandonată găsită de Thomas. Prietenii lui Thomas trebuie să fie siguri ca Spencer să nu afle, pentru a nu-i spune Controlorului Gras să-l trimită pe Hiro la fier vechi. Aceștia reușesc să-și ducă planul la bun sfârșit în mare liniște. La sfârșitul filmului Hiro dorește să se întoarcă acasă în Japonia, mulțumindu-le tuturor pentru că l-au salvat.

## Difuzare în România
Acest episod-film a fost difuzat în premieră pe postul TV MiniMax pe data de 17.04.2011. În viitorul apropiat va fi difuzat și pe postul TV JimJam.